# Saarepeedi
Saarepeedi (em estoniano:  Saarepeedi vald) é uma cidade estoniana localizada na região de Viljandimaa.